# Signy-Avenex
Signy-Avenex is een gemeente en plaats in het Zwitserse kanton Vaud, en maakt deel uit van het district Nyon.
Signy-Avenex telt 412 inwoners.